# Helgeandskyrkan, Malmö
Helgeandskyrkan är en kyrkobyggnad i Malmö. Den var församlingskyrka i Sankt Petri församling i Lunds stift mellan 1968 och 2013.
Den 21 september 2013 avsakraliserades kyrkan för att inte längre användas för Svenska Kyrkans gudstjänster.
Sedan hösten 2014 använder församlingen Malmö International Church lokalerna. Malmö International Church återinvigde lokalerna för gudstjänstbruk 29 november 2015 efter att lokalerna renoverats varsamt. 

## Kyrkobyggnaden
Kyrkan stod färdig 1962 och invigdes Pingstdagen 1968. Den kompakta byggnaden har ritats av arkitekten Thorsten Roos. Den är en sluten kubformad byggnad byggd av betongelement. Interiören i kyrkan präglades av altartavlan samt de tre glasfönstren. Kyrkan ingår i Kronprinsens byggnadskomplex.

## Orgel
- Den nuvarande orgeln byggdes 1962 av A. Mårtenssons Orgelfabrik AB, Lund och är en mekanisk orgel.

| Manual        | Pedal          | Koppel  |
| Gedackt 8'    | Kvintadena 16´ | Man/Ped |
| Rörflöjt 4'   |                |         |
| Principal 2'  |                |         |
| Kvinta 1 1/3' |                |         |